# Kdenlive
Kdenlive (/ˌkeɪdɛnˈlaɪv/; абревіатура від KDE Non-Linear Video Editor) — вільне програмне забезпечення з відкритим кодом для редагування відео, засноване на MLT Framework, KDE і Qt. Проєкт був розпочатий Джейсоном Вудом в 2002 році, і зараз підтримується невеликою командою розробників. 
Підтримує редагування відеозаписів у форматах DV, HDV і AVCHD.  Редактор призначений для напівпрофесійного використання і підтримує всі базові операції з редагування відео, наприклад, дозволяє використовуючи шкалу часу довільно змішувати відео, звук і зображення, а також застосовувати численні ефекти.  При роботі програми використовуються такі зовнішні компоненти, як FFmpeg, фреймворк Media Lovin' Toolkit (MLT) і система оформлення ефектів Frei0r.  Завдяки використанню FFmpeg підтримується велика кількість форматів і кодеків, як звичайних Mpeg2, mp4, h.264, SNOW lossless, Ogg vorbis, так і професійних XDCAM-HD, IMX (D10), DVCAM (D10), DVCAM, DVCPRO, DVCPRO50. Підтримується імпорт з DV і V4L-пристроїв, захоплення відео з екрану, експорт на DVD.
Проєкт розпочав Джесон Вуд 2002 року. Спочатку створювалася для KDE 3, фреймворк MLT не використовувався.  Пізніше програма була перенесена на KDE 4 і MLT, для цього код був майже повністю переписаний.

## Виноски
1. ↑  Ohloh Analysis Summary - Kdenlive. Ohloh. Архів оригіналу за 22 липня 2013. Процитовано 30 грудня 2009. [Архівовано 2013-05-04 у Wayback Machine.]